# Faljen Isus, Divice!
Faljen Isus, Divice! je album Kraljica Bodroga, ženske pjevačke skupine Hrvatica iz Monoštora, Vojvodina, Srbija.
Album je sniman u prosincu 2013. godine u studiju Viktora Keslera u Subotici.
Pjevačice su dobi od 18 do 77 godina. Počimalje su Marijana Šeremešić i Marija Francuz, a rožalje: Anica Šuvak, Anica Kovač, Anita Đipanov, Marija Kovač, Miljana Kovač, Anica Pejak, Ljiljana Jovanović, Evica Roža.
Album je objavljen u nakladi Zavoda za kulturu vojvođanskih Hrvata 2014. Recenzentica je bila etnomuzikologinja Tamara Štricki Seg. 
Pjesme su grupirane prema namjeni.
Prvi dio su izvorne hrvatske šokačke narodne jesme koje se pjevaju prilikom dočeka i obilježavanja većih crkvenih blagdana: u vrijeme Došašća, na ponoćnoj svetoj misi uoči Božića, tijekom božićnog vremena, u korizmeno vrijeme, nakon obreda na Veliki petak, u Vazmenoj noći bdijenja i tijekom Uskrsnog vremena. 
Drugi pak su pjesme koje se izvode kroz cijelu godinu i pjesme koje se pjevaju tijekom sljedećih blagdana: 11. veljače na blagdan Gospe Lurdske, 13. svibnja na svetkovinu Fatimske Gospe, 13. listopada kada se u Monoštoru slavi Zavitni dan, potom 15. kolovoza na blagdan Uznesenja Blažene Djevice Marije – Velika Gospa, kao i 8. rujna na blagdan Rođenja Blažene Djevice Marije – Mala Gospa. 
Slijedi grupa pjesama koje se izvode u mjesecu svibnju na svibanjskim pobožnostima, na svetim misama u vremenu kroz godinu, te jedna pjesma s hodočašća.

## Popis pjesama
1. Zdravo, budi, Marijo (3:51)
2. Marija Divica sinka porodila (2:07)
3. Zdravo, majko žalošćena – Sedam žalosti Blažene Divice Marije (6:27)
4. Gorko plače Gospa draga – Gospin plač (5:31)
5. Marija pod križem stoji (6:31)
6. Veseli se, o Marijo (4:49)
7. Pozdravljam te, draga Gospo, hiljadu puta – Pisma lurdskoj Gospi (2:50)
8. Trinaestoga svibnja u Ilirskoj doli – Fatimska himna (3:57)
9. Nebeskoga slavnog grada (3:03)
10. O kakvi nam ovaj blagdan svanio – Pisma maloj Gospi (3:14)
11. Svi u glas jezici sad se složite (5:02)
12. O, Marijo, sude od milosti (2:58)
13. Jedan mi lik u srcu stoji (3:05)
14. Šetala se Marija (4:41)
15. Faljen Isus Marijo – Pisma Gospi (3:16)